# Byrsonima flexipes
Byrsonima flexipes är en tvåhjärtbladig växtart som beskrevs av W.R.Anderson. Byrsonima flexipes ingår i släktet Byrsonima och familjen Malpighiaceae. Inga underarter finns listade i Catalogue of Life.